# Sapienza (filosofia)

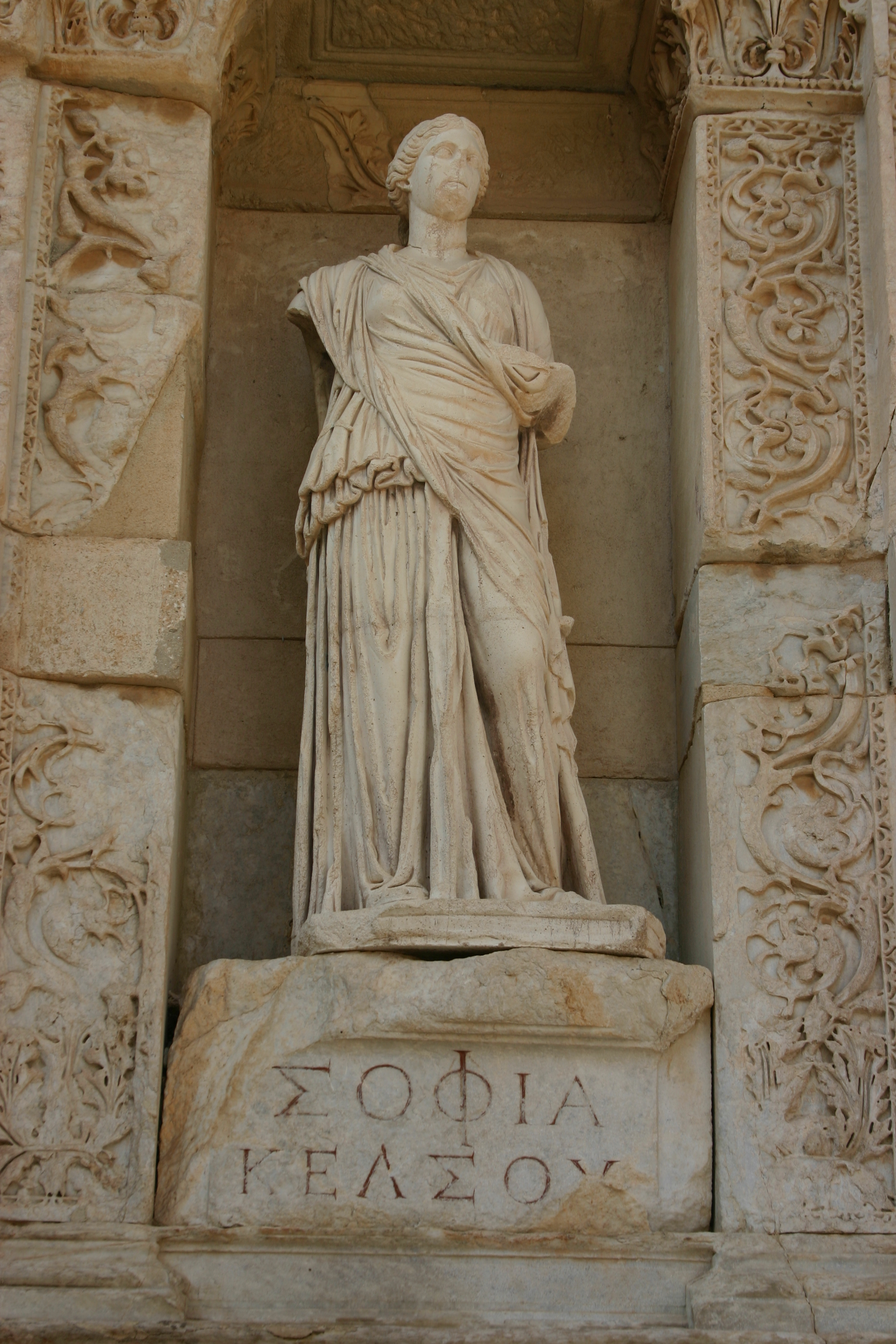
Personificazione di Sophia nella Biblioteca di Celso a Efeso

La sapienza (dal latino sapientia, derivato di sapiens -entis «sapiente, saggio»), o sofia (dal greco σοφός, che significa «intelligenza, saggezza»), è un concetto filosofico con il significato di possesso teorico di approfondita scienza e capacità morale di saggezza (φρόνησις, phronesis).
Il concetto è usato inoltre nell'esoterismo (gnosticismo) e in religione (ebraismo, dove è chiamato Achamoth, e cristianesimo, dove è chiamata Sapienza o Santa Sophia).

## Sapienza e sensi
Nel pensiero greco arcaico, secondo Guido Calogero, il pensiero sapienziale si basava sulla visione, sensibile ma anche intellettuale.

## Aristotele
Nella Metafisica Aristotele afferma che "è proprio del sapiente considerare le cause supreme" e definisce la filosofia prima (la metafisica) come scientiam veritatis, di quella verità riguardante il primo principio
di ogni verità e di ogni essere.  
Tommaso d'Aquino commenta che il termine sapiente "in senso assoluto [simpliciter] va riservato a colui che rivolge la sua considerazione al fine dell'universo, che poi è anche il principio di tutte le cose". Poiché il primo motore immobile, autore di tutto ciò che esiste, è un intelletto, "l'ultimo fine dell'universo è necessariamente un bene di ordine
intellettuale: ossia è la verità". Tale ragionamento trova conferma nella definizione aristotelica della sapienza come scienza della verità inerenti il primo principio primo e il fine ultimo dell'universo.

## Sapienza e tecnica
Dai filosofi presocratici fino a Platone per sapienza si intendeva non solo il possesso di conoscenze razionali ma anche la connessa abilità tecnica nel mettere in opera quelle conoscenze ed assieme la virtù della prudenza nel distinguere il bene dal male e l'utile dal dannoso. In quest'ultimo caso la sapienza, prevalendo il comportamento morale, coincideva con la saggezza φρόνησις, (phronesis).
Il saggio, nel senso greco del termine, non è l'uomo perso nelle sue riflessioni teoriche; egli, pur detenendo un sapere considerato astratto, possiede invece l'abilità di farne un uso concreto, pratico.

## Sapere di non sapere
Posizione del tutto particolare è quella occupata da Socrate relativamente al tema della sapienza. Infatti paradossale fondamento del pensiero socratico è il "sapere di non sapere", un'ignoranza intesa come consapevolezza di non conoscenza definitiva, che diventa però movente fondamentale del desiderio di conoscere. La figura del filosofo secondo Socrate è completamente opposta a quella del saccente, ovvero del sofista che si ritiene e si presenta come sapiente, ossia come detentore di una sapienza tecnica come quella della retorica. Le fonti storiche che ci sono pervenute descrivono Socrate come un personaggio animato da una grande sete di verità e di sapere, che però sembravano continuamente sfuggirgli. Egli diceva di essersi convinto così di non sapere, ma proprio per questo di essere più sapiente degli altri poiché egli non presume di possedere una volta per tutte la sapienza, sa di non sapere ed è quindi sempre disposto a dialogare per la ricerca in comune di quella verità che una volta raggiunta va sempre rimessa in discussione.

## Sapienza e saggezza
La distinzione tra saggezza e sapienza viene definita chiaramente con Aristotele per il quale: 
- la saggezza è «una disposizione vera, accompagnata da ragionamento, che dirige l'agire e concerne le cose che per l'uomo sono buone e cattive»[6];
- la sapienza come «scienza delle realtà che sono più degne di pregio, coronata dall'intelligenza dei supremi principi»[7].

La saggezza riguarda il comportamento morale, l'economia e la politica, la sapienza è «la più perfetta delle scienze» poiché ha per oggetto realtà metafisiche e quindi immutabili come gli astri e il primo motore e rappresenta quindi la «filosofia prima» che indaga le prime cause e i principi, mentre la sapienza, riguardando l'uomo, imperfetto e mutevole, non è una scienza suprema. 
Aristotele introduce così una nuova concezione del sapere rispetto a quella della tradizione, che collegava la sapienza all'agire e al produrre. Dedicarsi al sapere richiede la scholè, l'otium dei latini, un tempo assolutamente libero da ogni cura e preoccupazione per le necessità materiali dell'esistenza.
Nella filosofia ellenistica la sapienza si ripropone come strumento per la felicità dell'uomo che agisce per il conseguimento del bene.
Questa concezione viene fatta propria anche dalla filosofia latina che, con Cicerone, separa la sapienza dalla saggezza che avvia l'uomo a ciò che deve perseguire (il bene) o evitare (il male), ma anche la sapienza deve perseguire un qualche scopo nella vita dell'uomo altrimenti il sapere stesso sarebbe senza senso e inutile.

## Sapienza come divinità
Nelle filosofie dell'età alessandrina interessate alle tematiche religiose, la sapienza assume caratteristiche divine di mediazione tra l'Essere supremo e il mondo fenomenico, come descritto ad esempio da Filone di Alessandria che la vede rappresentata dal Logos. In Plotino la Sapienza è anche forza creatrice dell'universo la quale si identifica con l'Essere.
Nello gnosticismo la Sapienza (Sophia) è appena al di sotto della divinità suprema ed agisce nel mondo: presso i valentiniani costei, ritenendo di potersi immedesimarsi nel Padre, cerca di creare autonomamente causando così la sua rovina e la contemporanea creazione della materia. 
Nella Scolastica, Tommaso d'Aquino si rifà alla definizione di Aristotele intendendo la sapienza come somma virtù conoscitiva che attraverso la grazia viene donata da Dio agli uomini che possono così conoscere quelle verità alle quali prima potevano accostarsi soltanto per fede.
L'indologo Edward Conze ha connesso la Sophia greca alla Prajnaparamita buddhista, contaminazione originata dalla presenza di monaci buddhisti ad Alessandria d'Egitto nel III secolo a.C.